# Корнелія Баргманн
Корнелія Баргманн (1 січня 1961 , Вірджинія )(англ. Cornelia Isabella "Cori" Bargmann) — американська вчена у галузі нейронаук. Її праці в основному присвячені нейробіології і біохімії. Разом з Вільямом Ньюсома очолює робочу групу проекту BRAIN Initiative. Відома своїми дослідженнями з Caenorhabditis elegans як модельний організм.

## Біографія
Закінчила Університет Джорджії (бакалавр біохімії, 1981). Ступінь доктора філософії отримала в Массачусетському технологічному інституті в 1987 році, де займалася в лабораторії Роберта Вайнберга. У MIT ж потім до 1991 року була постдоком у Роберта Горвіца. Того року почала працювати у штаті Каліфорнійського університету в Сан-Франциско, де заснувала власну лабораторію і працювала до 2004 року. З 2004 року працює в Рокфеллеровському університеті, де очолила лабораторію і іменний професор (Torsten N. Wiesel Professor). Також дослідниця Медичного інституту Говарда Г'юза.
Здобула популярність як дослідниця нюху Caenorhabditis elegans на молекулярному рівні. Також проводила дослідження на ролі Ras у канцерогенезі..
Член редколегій Cell та Genes & Development, раніше Current Biology.

## Нагороди та визнання
- 1990–1995: Lucille P. Markey Award[11]
- 1992–1995: Searle Scholar Award[en][11]
- 1997: Takasago Award [12]
- 1997: W. Alden Spencer Award[en] [12]
- 2000: Charles Judson Herrick Award[12]
- 2002: Член Американської академії мистецтв і наук[13]
- 2003: Член Американської академії наук
- 2004: Dargut and Milena Kemali International Prize for Research in the Field of Basic and Clinical Neurosciences[12]
- 2009: Премія Річарда Лаунсбері[en] НАН США та АН Франції (2009)
- 2010: Нейронаучна премія Перла−UNC[en]
- 2012: Премія Кавлі
- 2012: Член Американського філософського товариства
- 2012: Dart/NYU Biotechnology Achievement Award[14]
- 2013: Премія за прорив у науках про життя
- 2015: Медаль Бенджаміна Франкліна
- 2016: Почесний доктор Оксфорда
- член Американської асоціації сприяння розвитку науки
- член Європейської організації молекулярної біології
- член Норвезької академії наук

## Доробок
- Shen, Kang; Bargmann, Cornelia I. (7 березня 2003). The immunoglobin superfamily protein SYG-1 determines the location of specific synapses in C. Elegans. Cell. 112 (5): 619—630. doi:10.1016/S0092-8674(03)00113-2. PMID 12628183. [15][16]
- de Bono, Mario; Bargmann, Cornelia I. (4 вересня 1998). Natural variation in a neuropeptide Y receptor homolog modifies social behavior and food response in C. Elegans. Cell. 94 (5): 679—689. doi:10.1016/S0092-8674(00)81609-8. PMID 9741632.
- Troemel, E.R., Kimmel, B.E., and Bargmann, C.I. (1997). Reprogramming chemotaxis responses: sensory neurons define olfactory preferences in C. elegans. Cell 91, 161-169.
- Zhang, Y., Lu, H., and Bargmann, C.I. (2005). Pathogenic bacteria induce aversive olfactory learning in Caenorhabditis elegans. Nature 438, 179-184.
- Chalasani, S.H., Chronis, N., Tsunozaki, M., Gray, J.M., Ramot, D., Goodman, M.B., and Bargmann, C.I. (2007). Dissecting a circuit for olfactory behaviour in Caenorhabditis elegans. Nature 450, 63-70.
- Chalasani, S.H., Kato, S., Albrecht, D.R., Nakagawa, T., Abbott, L.F., and Bargmann, C.I. (2010). Neuropeptide feedback modifies odor-evoked dynamics in Caenorhabditis elegans. Nature Neuroscience 6, 615-621